# لاونگ
لاونگ (اندونزیایی: Lawang) شهری در استان جاوه شرقی کشور اندونزی است. جمعیت این شهر بر اساس سرشماری سال ۱۹۹۰ میلادی، ۴۸٫۴۴۰ نفر و بر اساس سرشماری سال ۲۰۰۰ میلادی، ۱۲۲٫۶۱۸ بوده که در سال ۲۰۰۷ میلادی به ۱۷۹٫۴۰۸ نفر افزایش یافته‌است.